# You're Under Arrest (album de Miles Davis)
Pour les articles homonymes, voir You're Under Arrest.
Albums de Miles Davis
Decoy
(1984) Tutu
(1986)
You're Under Arrest est un album de jazz fusion de Miles Davis sorti le 9 septembre 1985. Il s'agit de son 55e album en carrière. Il a marqué la fin de l'association de trente ans de Davis avec Columbia Records, bien que le label ait sorti l'album Aura en 1984, et qu'il publierait de nombreux enregistrements d'archives dans les années suivantes.

## Historique
Le 25 août 1959, Miles Davis se fit matraquer par des policiers, arrêter et emmener en cellule. Le titre de l'album vient de ce souvenir humiliant, où il entendit Vous êtes en état d'arrestation.
Sur Then There Were None, on entend une bombe atomique exploser, puis Miles s'adresser au président Ronald Reagan : « Ron, je t'avais dit d'enfoncer l'autre bouton… »
La pochette de l'album est volontairement kitsch, avec Miles Davis une mitraillette en plastique à la main.
Le disque est orienté Pop avec la reprise de Time After Time de Cyndi Lauper, Human Nature du groupe Toto, chanté par Michael Jackson.
À noter la présence de Sting qui joue le rôle d'un policier français à l'accent très britannique sur One Phone Call / Street Scenes. Darryl Jones est à la basse sur tout l'album et John McLaughlin est à la guitare sur trois titres.

## Titres
1. One Phone Call / Street Scenes (Miles Davis) 4:34
2. Human Nature (Steve Porcaro - John Bettis) 4:30
3. Intro: MD 1 (Miles Davis) / Something's on Your Mind (H. Eaves III - J. Williams) / MD 2 (Miles Davis) 7:17
4. Ms. Morrisine (M.Tynes Irving - Miles Davis - R. Irving III) 4:57
5. Katia Prelude (Miles Davis) 0:40
6. Katia (Miles Davis) 7:47
7. Time After Time (Cyndi Lauper - R. Hyman) 3:37
8. You're Under Arrest (J. Scofield) 6:14
9. Medley : Jean-Pierre (M.Davis) / You're Under Arrest (J. Scofield) / Then There Were None (R. Irving III - M. Davis) 3:23

## Personnel
- Selon les notes du livret accompagnant l'album :
- Miles Davis : Trompette, voix sur 1, synthétiseur sur 5 et 6
- Bob Berg : Saxophone soprano sur 1, saxophone ténor sur 8-9
- Kenny Garrett : Saxophone alto sur 2
- John Scofield : Guitare sur 1-2-3-7-8-9
- John McLaughlin : Guitare sur 4-5-6
- Darryl Jones : Basse
- Robert Irving III : Synthétiseur, célesta, clavinet, orgue
- Al Foster : Batterie sur 1-7-8-9
- Vince Wilburn Jr : Batterie sur 2-3-4-5-6
- Steve Thornton : Percussions, voix espagnole sur 1
- Sting (crédité comme étant Matthew Sumner) : voix du policier français sur 1
- Marek Olko : Voix polonaise sur 1
- James « J.R. » Prindiville (manager de tournée) : Bruit des menottes sur 1

## Production
- Robert Irving III : Producteur
- Dr. George Butler : Producteur
- Miles Davis : Producteur, illustrations
- Vincent Wilburn : Coproducteur
- Jim Rose : Coordination de la production
- Ronald F. Lorman : Ingénieur
- Tom Swift : Mixage
- Bob Ludwig : Ingénieur pour le mastering chez Masterdisk, New York
- Lane/Donald : Direction artistique
- Anthony Barboza : Photographies

## Citation
« Ce fut mon dernier disque pour Columbia. Bob Berg avait remplacé Bill Evans au saxophone, Steve Thornton occupait la place de Mino Cinelu et mon neveu Vincent Wilburn avait enregistré à la batterie à la place d'Al Foster. Le chanteur Sting figure aussi sur le disque, parce que Darryl Jones, qui enregistrait avec lui, avait demandé s'il pouvait l'amener. Sting fait la voix du policier français. c'est un brave type, mais je ne savais pas à l'époque qu'il essayait d'engager Darryl comme bassiste de son groupe. Le concept derrière You're Under Arrest m'a été inspiré par les problèmes des Noirs avec la police un peu partout. Voilà l'origine du concept : les gens qui se faisaient boucler, politiquement, pour être descendus dans la rue ; l'horreur menaçante de l'holocauste nucléaire qui est vraiment la saloperie de notre vie quotidienne, ça et la pollution généralisée. Les lacs, les fleuves, les océans pollués, la terre, les arbres, le poisson, tout est pollué. Leur putain d'avidité leur fait tout foutre en l'air. Je parle des Blancs. Et ils font ça dans le monde entier. Sur Then There Were None, j'ai fait faire des sons de flamme, de vents hurlants qui évoquent une explosion nucléaire. Puis on entend ma trompette solitaire, cri plaintif d'un bébé, ou cri de tristesse d'une personne qui a survécu à l'explosion de la bombe. C'est pourquoi il y a toutes ces cloches qui sonnent le glas, en deuil. You're Under Arrest a vraiment bien marché. Il a dépassé les cent mille exemplaires en quelques semaines. Mais je n'aimais pas ce qui se passait chez Columbia. Quand l'occasion s'est présentée de passer à la Warner, j'ai dit à mon nouveau manager, David Franklin, de le faire. Mais David a foiré les négociations en lâchant trop, par exemple tous mes droits de publication. Ils nous ont donné beaucoup d'argent. Mais je n'aimais pas l'idée de leur abandonner tous mes droits. C'est pourquoi on ne trouve pas de thèmes de moi sur mes nouveaux disques ; Warner aurait le droit de les utiliser, pas moi. »

— Miles Davis avec Quincy Troupe, Miles. L'autobiographie, Paris, Presses de la Renaissance, p. 312, 1989.